# هيكتور بونيلا
هيكتور بونيلا (بالإسبانية: Héctor Bonilla)‏ هو ممثل مكسيكي، ولد في 14 مارس 1939 بمدينة مكسيكو في المكسيك.

## وصلات خارجية
- هيكتور بونيلا على موقع IMDb (الإنجليزية)
- هيكتور بونيلا على موقع ألو سيني (الفرنسية)
- هيكتور بونيلا على موقع ميوزك برينز (الإنجليزية)
- هيكتور بونيلا على موقع أول موفي (الإنجليزية)
- هيكتور بونيلا على موقع ديسكوغز (الإنجليزية)
- هيكتور بونيلا على موقع قاعدة بيانات الفيلم (الإنجليزية)